# Conferências de Lambeth
As Conferências de Lambeth (Lambeth Conferences, em inglês) são assembleias dos bispos, as autoridades eclesiásticas da Comunhão Anglicana, ocorridas a cada dez anos desde 1867, sendo dirigida pelo Arcebispo da Cantuária. As Conferências de Lambeth são um dos "Instrumentos da Comunhão", juntamente com os Encontros de Primazes e o Conselho Consultivo. A origem do nome está associada ao Lambeth Palace, em Londres, residência oficial do Arcebispo da Cantuária.
Durante as Conferências de Lambeth são debatidas resoluções que irão pesar sobre a Doutrina anglicana em todo o mundo, sendo esta assembleia de caráter "colaborativo e consultivo", uma vez que a Comunhão é, na verdade, uma associação de províncias autônomas. São debatidos temas relacionados às questões morais, doutrinárias e administrativas da Igreja.